# UGC 30
UGC 30 es una galaxia espiral localizada en la constelación de Andrómeda.